# Gâscă de munte
Gâsca de munte (Cereopsis picta) este o specie de păsări din familia Anatidae, originară din America de Sud.

## Taxonomie
Gâsca de munte a fost descrisă oficial în 1789 de naturalistul german Johann Friedrich Gmelin în ediția revizuită și extinsă a lucrării lui Carl Linnaeus, Systema Naturae. El a plasat-o alături de celelalte rațe, gâște și lebede în genul Anas și a inventat numele binomial Anas picta. Gmelin și-a bazat descrierea pe „gâsca pictată” care fusese inclusă de ornitologul englez John Latham în lucrarea sa A General Synopsis of Birds. Specia fusese observată în 1775 pe Isla de los Estados în timpul celei de-a doua călătorii a căpitanului James Cook în Oceanul Pacific. Naturalistul Joseph Banks i-a furnizat lui Latham un desen în acuarelă al gâștei realizat de Georg Forster, care îl însoțise pe James Cook.
Gâsca de munte este acum plasată alături de alte patru specii din genul Chloephaga, care a fost introdus în 1838 de naturalistul englez Thomas Campbell Eyton. Numele genului provine din greaca veche khloē care înseamnă „iarbă” și -phagos care înseamnă „mâncător”. Epitetul specific picta provine din latinescul pictus care înseamnă „pictat”.
Sunt recunoscute două subspecii de gâscă de munte:
- Cereopsis picta picta – forma continentală mai mică, se găsește din centrul statului Chile și centrul-sud al Argentinei, la sud de Țara de Foc.
- Cereopsis picta leucoptera – forma insulară mai mare, este indigenă în Insulele Falkland, situate la est de partea de sud a Americii de Sud.[7][8]

## Galerie

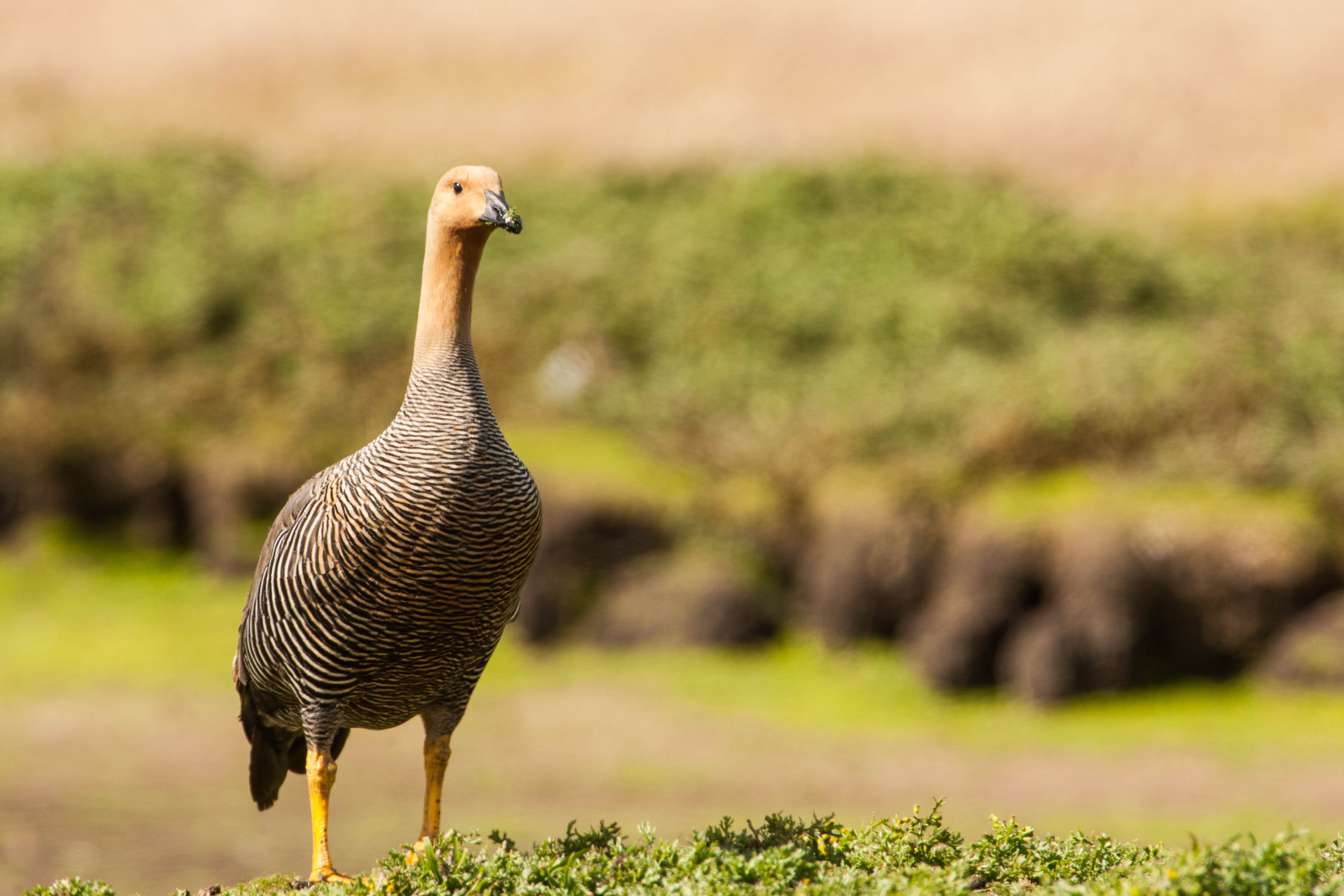
Femelă
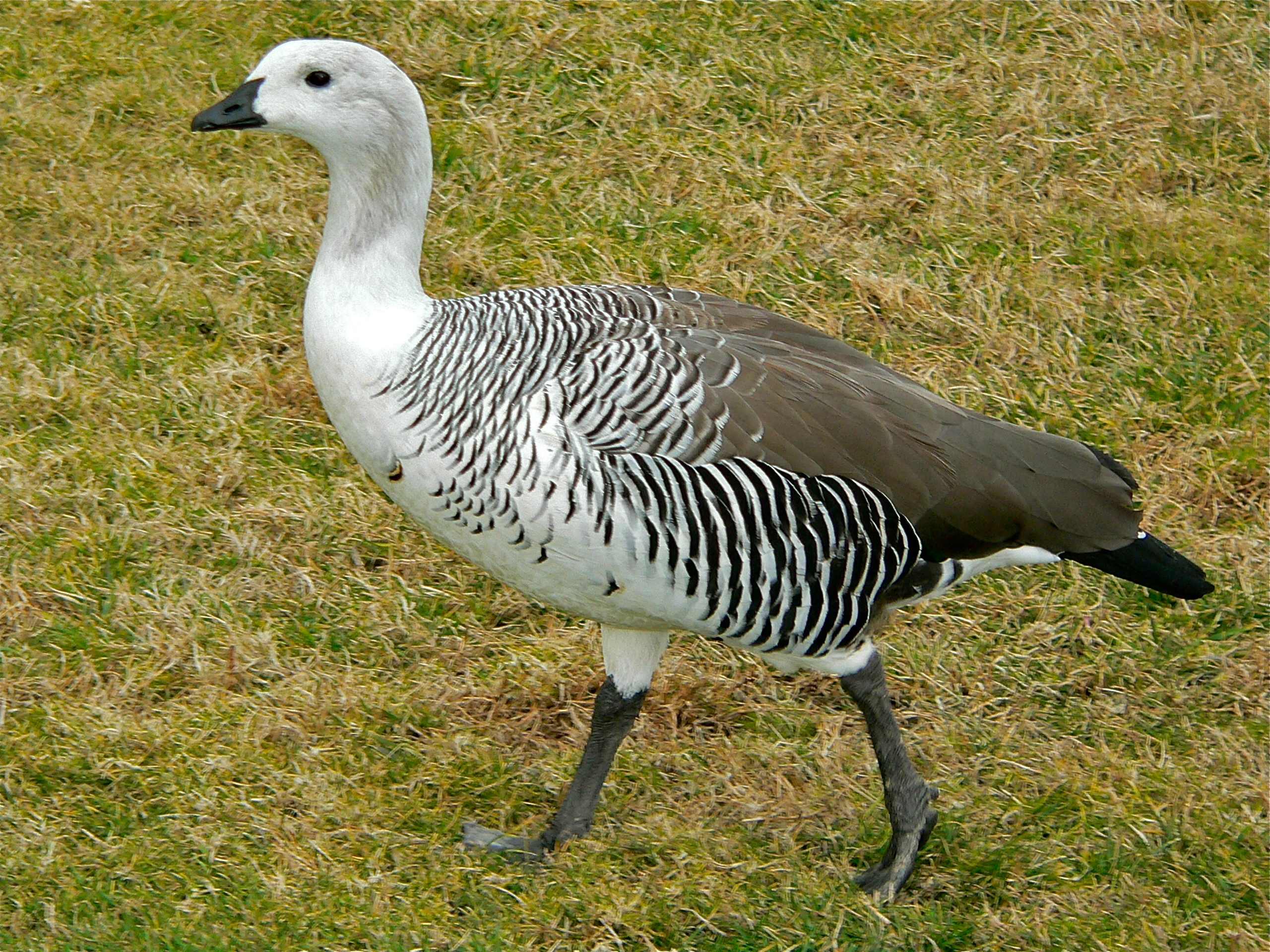
Mascul
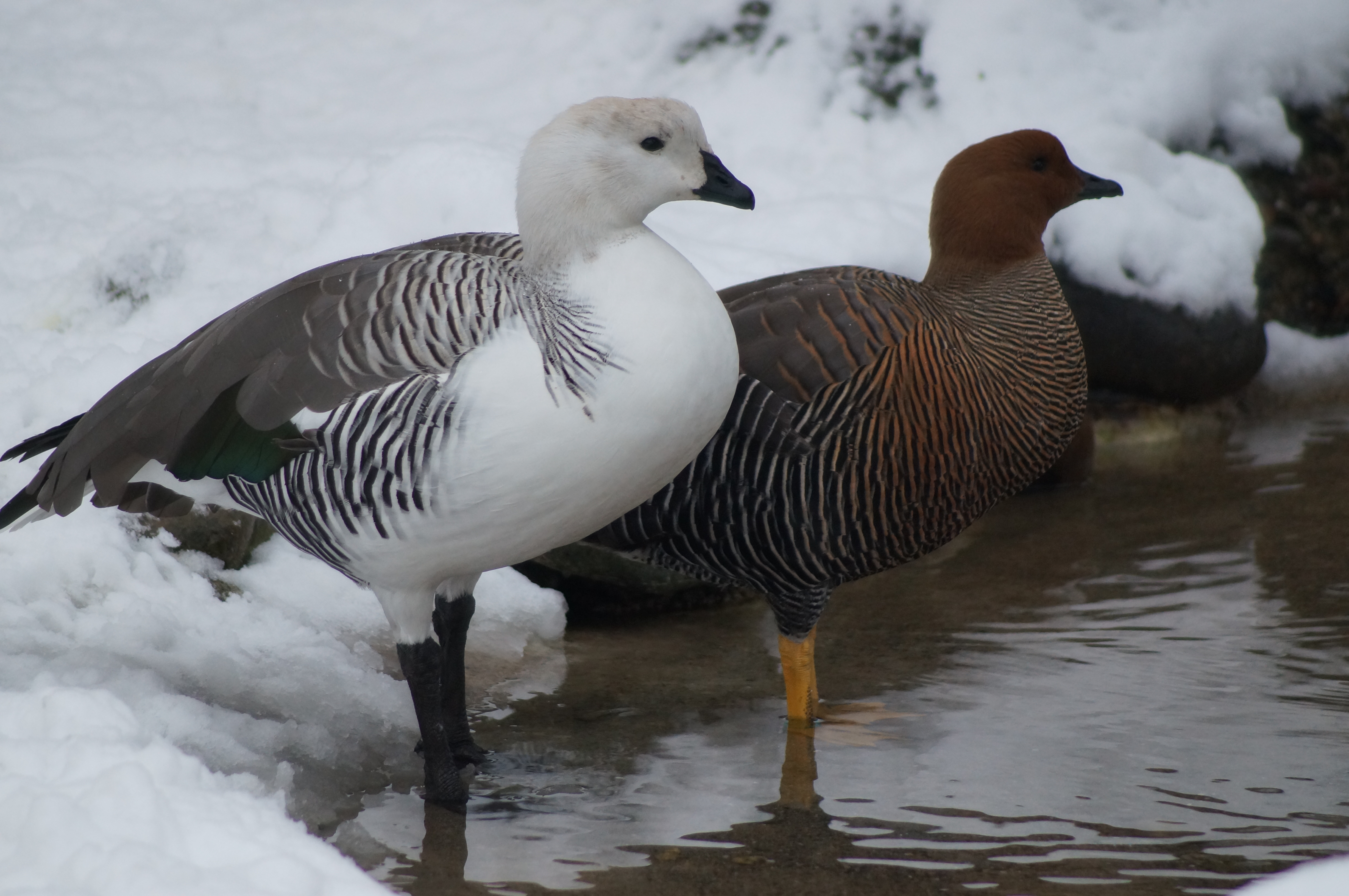
Pereche
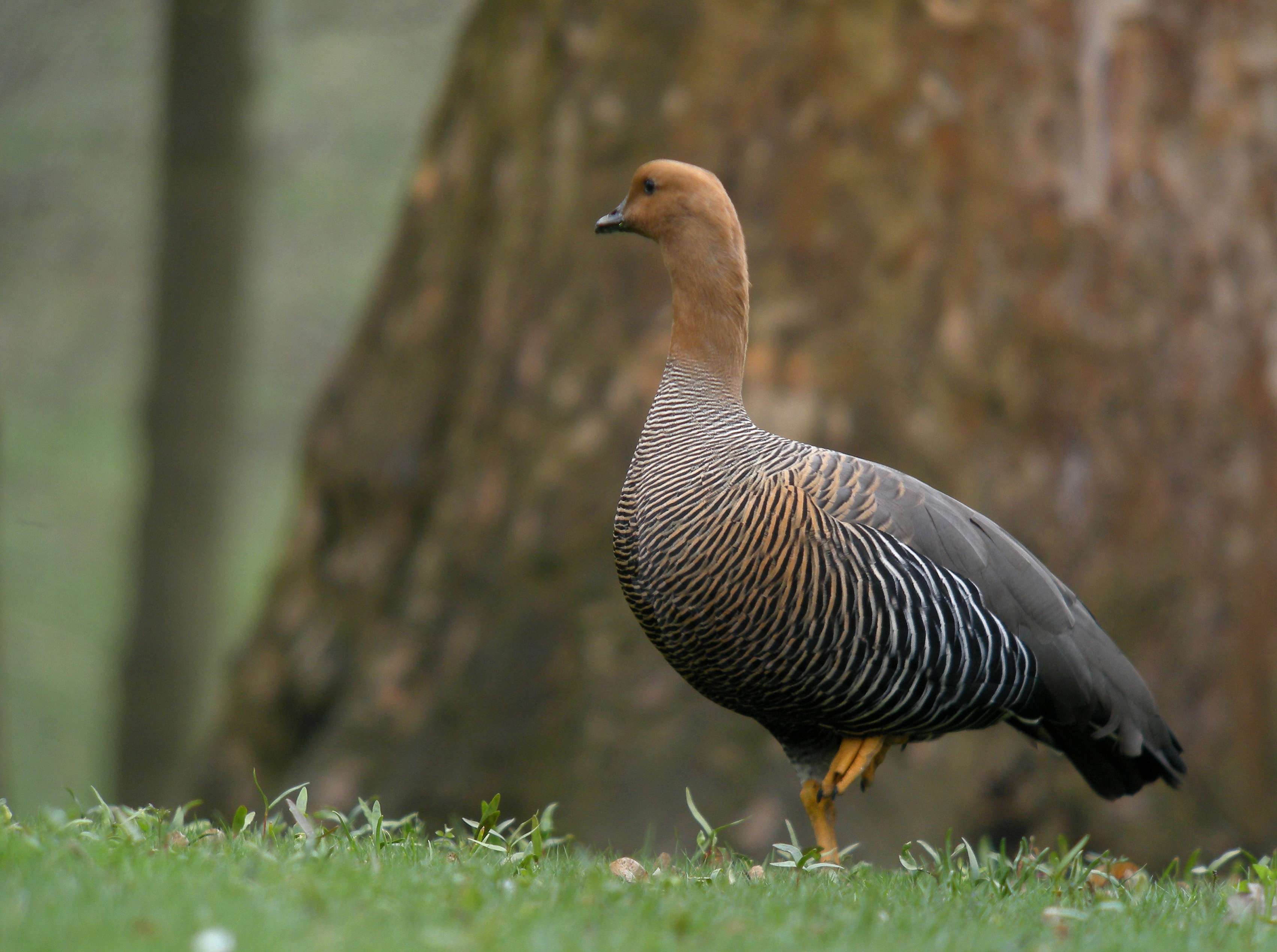
Femelă
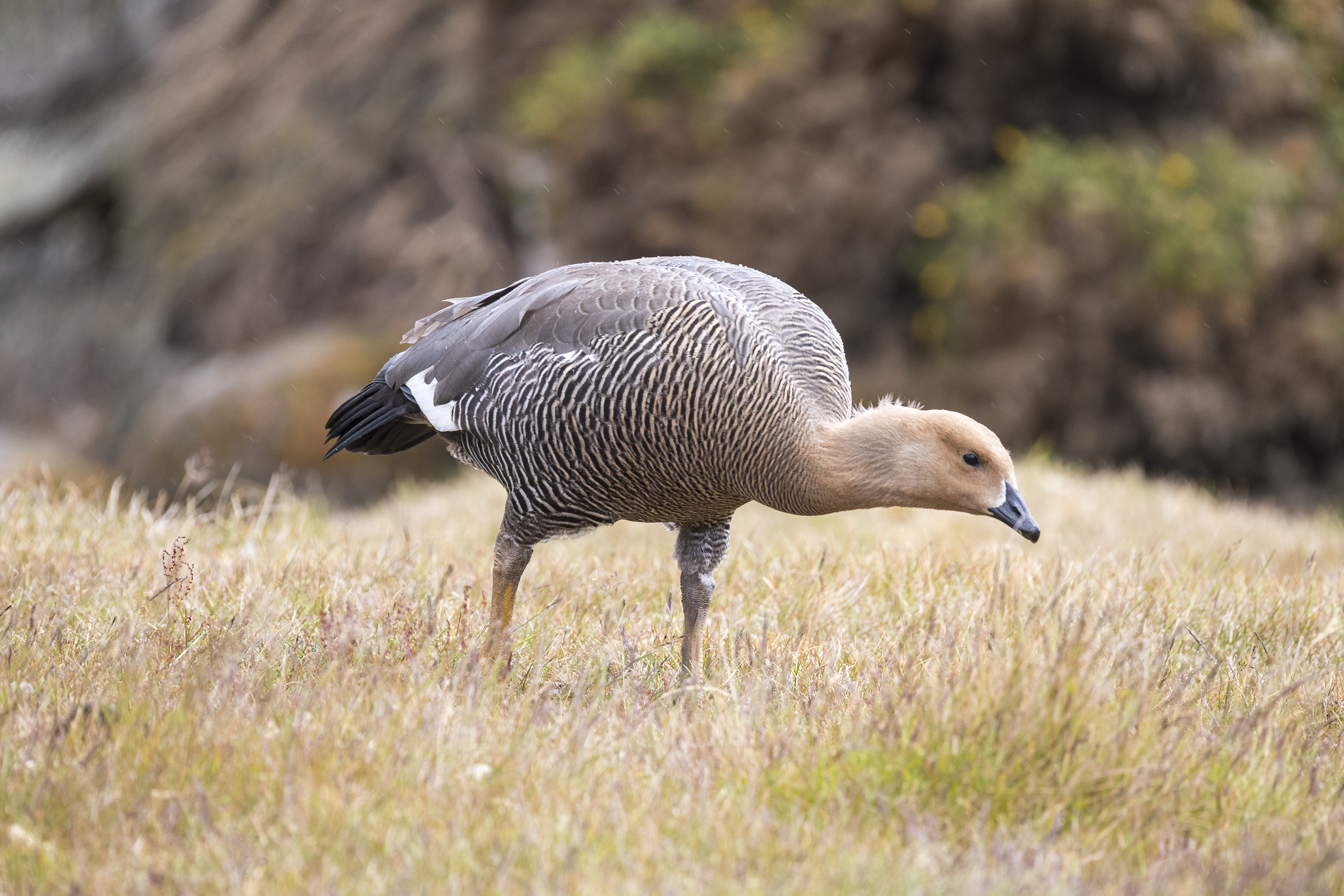
Femelă
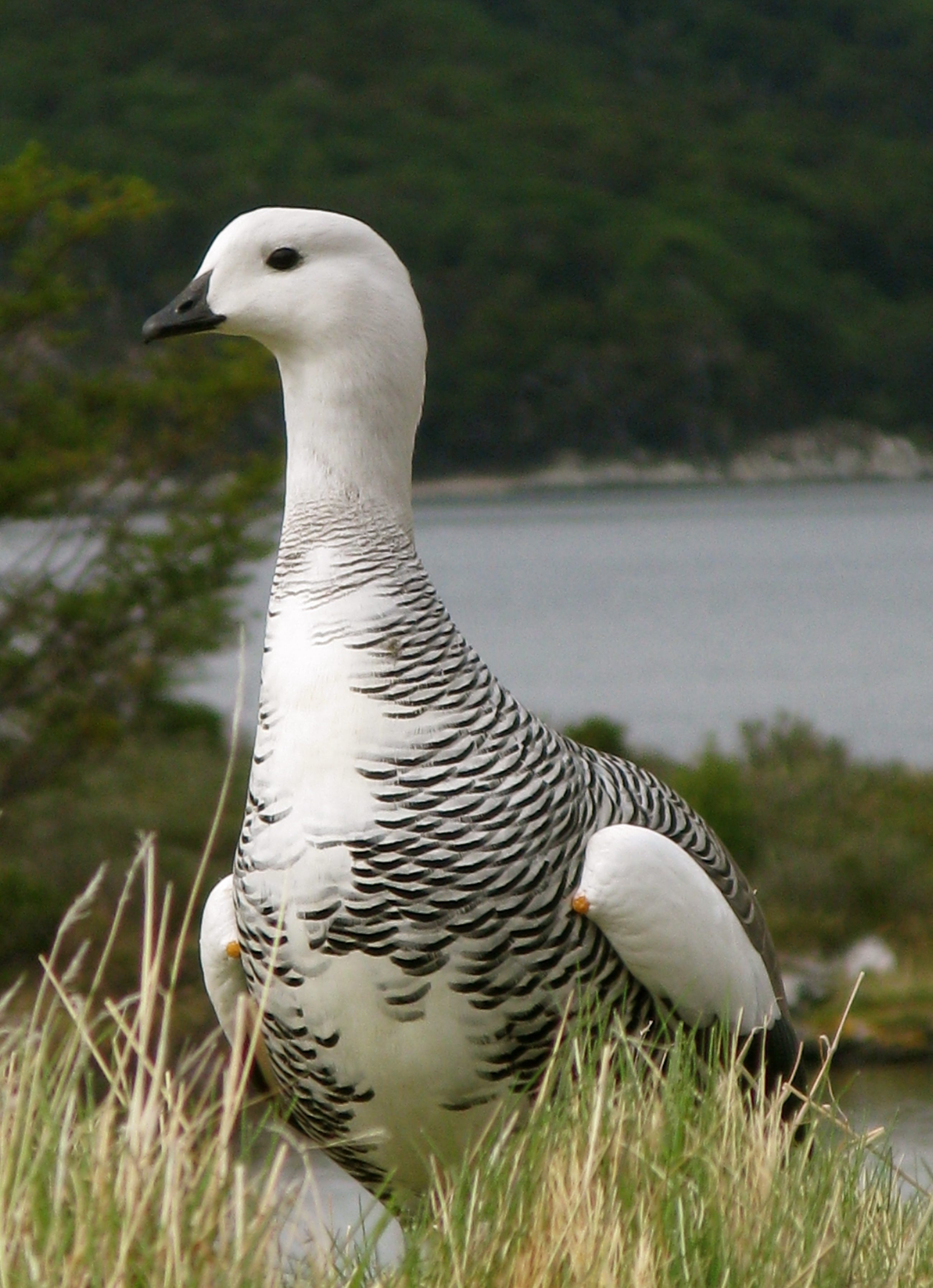
Mascul
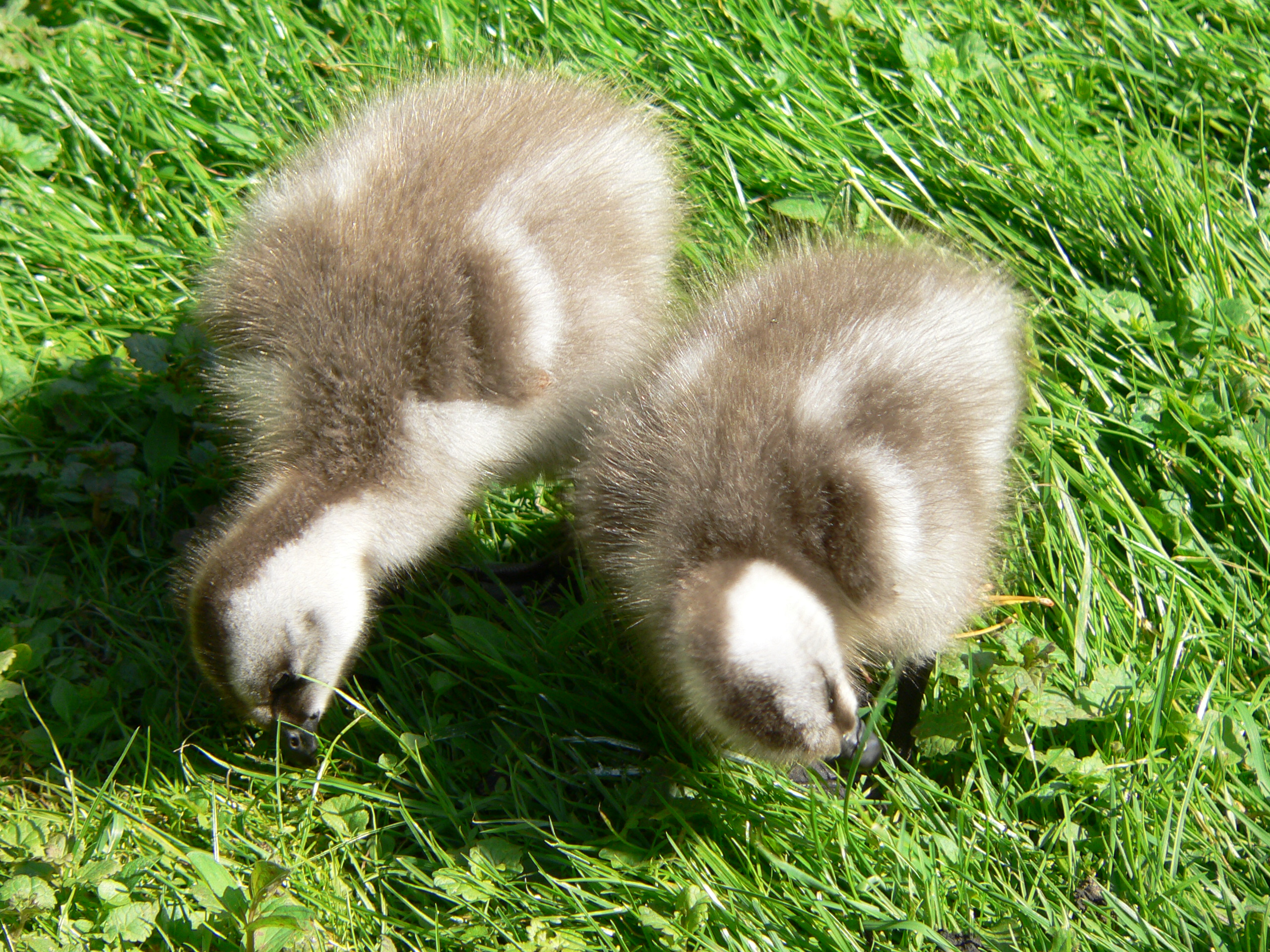
Pui
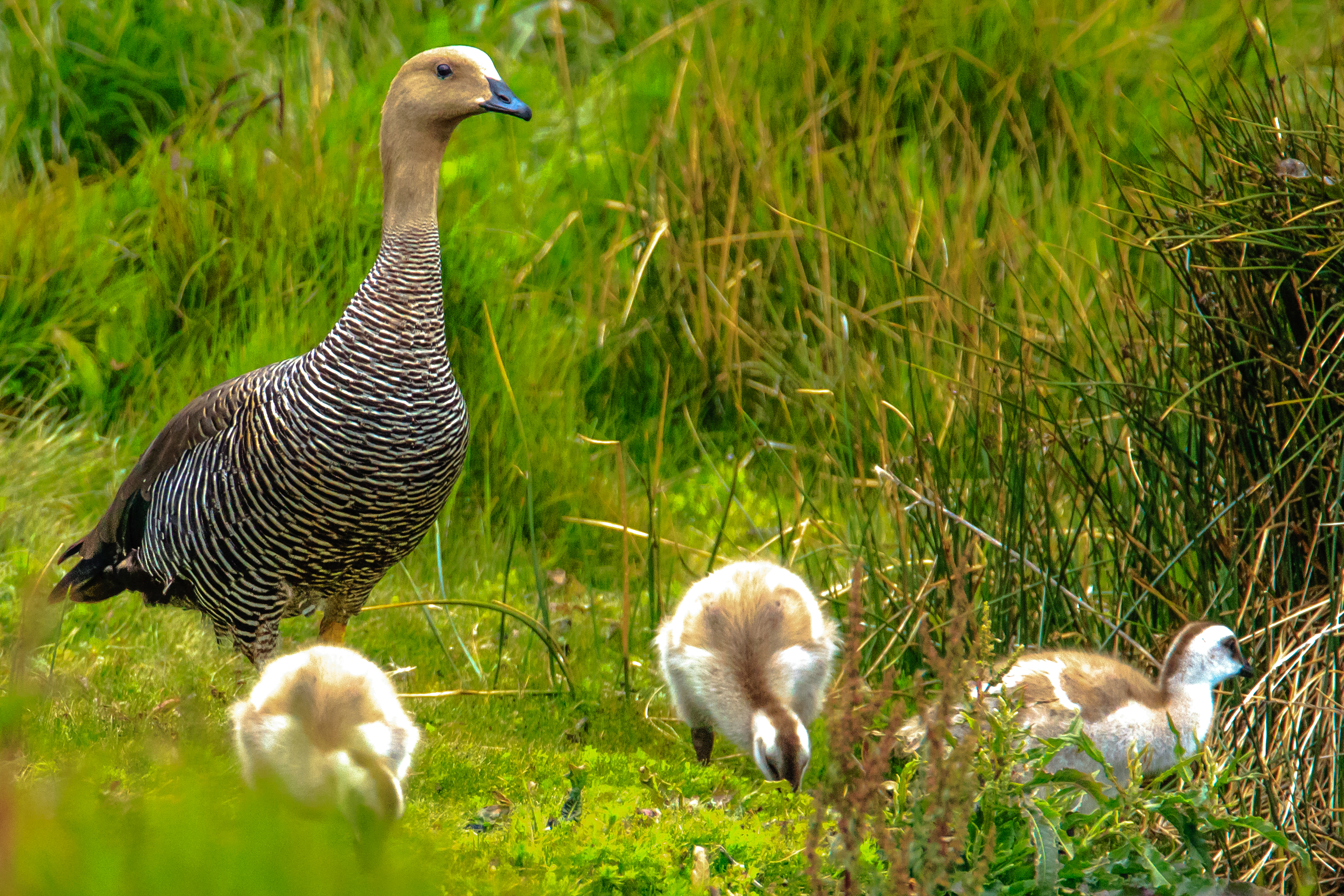
Femelă cu pui